# Caelatura
A ne pas confondre avec Coelatura Conrad, 1853, un genre de bivalves de la famille des Unionidae.
Genre
Synonymes
- Caelatura[2]
- genre Coelatura[2]

Caelatura est un genre de mollusques gastéropodes de la famille des Barleeiidae.

## Liste d'espèces
Selon World Register of Marine Species (30 octobre 2017) :
- Caelatura albertoi Santos & Absalão, 2007
- Caelatura aulakion Santos & Absalão, 2007
- Caelatura barcellosi Absalão & Rios, 1995
- Caelatura carinata Santos & Absalão, 2007
- Caelatura gerhardtae (De Jong & Coomans, 1988)
- Caelatura microstoma (Watson, 1886)
- Caelatura noxia Santos & Absalão, 2007
- Caelatura pernambucensis (Watson, 1886)
- Caelatura phrix Santos & Absalão, 2007
- Caelatura rustica (Watson, 1886)
- Caelatura speculabunda Absalão, 2002
- Caelatura spirocordata Absalão & Rios, 1995
- Caelatura tigrina Absalão, 2002
- Caelatura tupi Santos & Absalão, 2007